# 小行星4469
小行星4469（英語：4469 Utting）是一颗围绕太阳公转的小行星。1978年8月1日，珀斯天文台在珀斯天文台发现了此天体。
这颗小行星的绝对星等为20.72357338970021等。